# Гвам на Светском првенству у атлетици у дворани 2012.
Гвам је учествовао на Светском првенству у атлетици у дворани 2012. одржаном у Истанбулу од 9. до 11. марта пети пут. Репрезентацију Гвама представљало је двоје такмичара (1 мушкарац и 1 жена), који су се такмичили у трци на 400 метара.
Гвам није освојио ниједну медаљу али је Amy Atkinson оборила национални а Jeofry Limtiaco лични рекорд.

## Учесници
| Мушкарци: - Jeofry Limtiaco — 400 м | Жене: - Ејми Аткинсон — 400 м |  |

## Резултати

### Мушкарци
| Атлетичар       | Дисциплина | Лични рекорд | Квалификација | Квалификација | Полуфинале           | Полуфинале           | Финале               | Финале       | Детаљи |
| Атлетичар       | Дисциплина | Лични рекорд | Резултат      | Место         | Резултат             | Место                | Резултат             | Место        | Детаљи |
| --------------- | ---------- | ------------ | ------------- | ------------- | -------------------- | -------------------- | -------------------- | ------------ | ------ |
| Jeofry Limtiaco | 400 м      |              | 53,67 ЛР      | 6. у гр. 6    | Није се квалификовао | Није се квалификовао | Није се квалификовао | 30 / 31 (32) |        |

### Жене
| Атлетичарка   | Дисциплина | Лични рекорд | Квалификација | Квалификација | Полуфинале            | Полуфинале            | Финале                | Финале       | Детаљи |
| Атлетичарка   | Дисциплина | Лични рекорд | Резултат      | Место         | Резултат              | Место                 | Резултат              | Место        | Детаљи |
| ------------- | ---------- | ------------ | ------------- | ------------- | --------------------- | --------------------- | --------------------- | ------------ | ------ |
| Ејми Аткинсон | 400 м      |              | 1:05,99 НР    | 6. у гр. 2    | Није се квалификовала | Није се квалификовала | Није се квалификовала | 30 / 30 (32) |        |